# Tuhu
Tuhu (kinesiska: 土湖乡, 土湖) är en socken i Kina. Den ligger i den autonoma regionen Guangxi, i den södra delen av landet, omkring 150 kilometer väster om regionhuvudstaden Nanning.
Genomsnittlig årsnederbörd är 1 793 millimeter. Den regnigaste månaden är juni, med i genomsnitt 329 mm nederbörd, och den torraste är februari, med 25 mm nederbörd.